# Phil Campbell (Alabama)
 Phil Campbell, Alabama és una població dels Estats Units a l'estat d'Alabama. Segons el cens del 2000 tenia 1.091 habitants.

## Demografia
Segons el cens del 2000, Phil Campbell tenia 1.091 habitants, 458 habitatges, i 317 famílies. La densitat de població era de 103,2 habitants/km².
Dels 458 habitatges en un 30,8% hi vivien nens de menys de 18 anys, en un 50,4% hi vivien parelles casades, en un 15,7% dones solteres, i en un 30,6% no eren unitats familiars. En el 28,8% dels habitatges hi vivien persones soles el 15,5% de les quals corresponia a persones de 65 anys o més que vivien soles. El nombre mitjà de persones vivint en cada habitatge era de 2,38 i el nombre mitjà de persones que vivien en cada família era de 2,94.
Per edats la població es repartia de la següent manera: un 24,1% tenia menys de 18 anys, un 8,6% entre 18 i 24, un 26,7% entre 25 i 44, un 23,2% de 45 a 60 i un 17,4% 65 anys o més.
L'edat mediana era de 38 anys. Per cada 100 dones hi havia 94,1 homes. Per cada 100 dones de 18 o més anys hi havia 84 homes.
La renda mediana per habitatge era de 24.598 $ i la renda mediana per família de 30.221 $. Els homes tenien una renda mediana de 24.219 $ mentre que les dones 17.316 $. La renda per capita de la població era de 16.053 $. Aproximadament el 14,2% de les famílies i el 20,2% de la població estaven per davall del llindar de pobresa.

## Poblacions més properes
El següent diagrama mostra les poblacions més properes.